# Lisa McClain
Pour les articles homonymes, voir McClain.
Lisa McClain, née Iovannisci le 7 avril 1966 est une femme politique américaine de l'état du Michigan. 
Membre du Parti républicain, elle est élue de la Chambre des représentants des États-Unis pour le 10e puis le 9e district congressionnel du Michigan.

## Jeunesse et carrière
McClain est née et a grandi à Stockbridge (Michigan) et est diplômée de la Stockbridge Junior / Senior High School (en) en 1984. Elle fréquente ensuite le Lansing Community College (en) et obtient son baccalauréat ès arts de l'université Northwood.
McClain travaille chez American Express pendant 11 ans avant de rejoindre le groupe Hantz.

## Chambre des représentants des États-Unis
Après que le député sortant Paul Mitchell ait choisi de ne pas se présenter à sa réélection, McClain annonce sa candidature pour le 10e district congressionnel du Michigan pour les élections de 2020,,. Elle bat Shane Hernandez (en) lors de la primaire républicaine du 4 août puis Kimberly Bizon, la candidate démocrate, aux élections générales du 3 novembre. McClain est soutenue par le président Donald Trump.
Trois jours après sa prise de fonction, le 6 janvier 2021, elle fait partie des 147 membres républicains de la Chambre des représentants à voter contre la certification de la victoire de Joe Biden dans les États de l'Arizona et de Pennsylvanie lors de l'élection présidentielle.
Après le redécoupage des districts congressionnels, elle se présente aux élections de 2022 dans le 9e district. Elle remporte largement un second mandat contre le démocrate Brian Jaye. Après son élection, elle est élue par ses collègues comme secrétaire du groupe républicain de la Chambre.
Après avoir remporté un troisième mandat lors des élections de 2024, elle devient chair du groupe républicain à la Chambre, le quatrième poste le plus important dans la hiérarchie interne du groupe.

## Vie privée
McClain et son mari, Mike, ont trois enfants et vivent à Romeo, Michigan. McClain a recueilli plus d'un million de dollars pour le traitement de la sclérose en plaques. Elle est une fervente catholique romaine.